# NO RETURN (山根康広の曲)
『NO RETURN』（ノー・リターン）は、2001年8月22日に発売された山根康広16枚目のシングル。発売元は日本クラウン。

## 概要
前作から半年ぶり、アルバム『STARS.』からの先行シングル。ピクチャーCD仕様。

## 収録曲
全曲共通　作詞・作曲・編曲：山根康広　
1. NO RETURN
2. TELL ME
3. NO RETURN （Instrumental）
4. TELL ME （Instrumental）